# Octopus winckworthi
Octopus winckworthi är en bläckfiskart som beskrevs av Robson 1926. Octopus winckworthi ingår i släktet Octopus och familjen Octopodidae. Inga underarter finns listade i Catalogue of Life.